# Vintarovci
Vintarovci este o localitate din comuna Destrnik, Slovenia, cu o populație de 370 de locuitori.